# Batalla de Molins de Rey
La batalla de Molins de Rey fue un combate de la Guerra de la Independencia Española librada el 21 de diciembre de 1808 en el Bajo Llobregat en el Principado de Cataluña (España).

## Antecedentes
Una vez roto el bloqueo de Barcelona (17 de diciembre de 1808) por parte de las tropas francesas del 7º cuerpo del Ejército Napoleónico, dirigidas por el general Laurent Gouvion Saint-Cyr, este decide atacar de nuevo las tropas españolas que se habían reagrupado en la denominada línea del Llobregat. La línea del Llobregat tenía su ala izquierda en Pallejá, el centro en el puente de Molins, o puente de Carlos III y en los cerros de San Vicente dels Horts, y el ala derecha en Santa Coloma de Cervelló, mientras que también se vigilaban los vados de San Felíu y San Juan Despí. Las tropas Españolas, comandadas por el general Réding, estaban compuestas por unos 18 000 hombres (12 000 provenientes de las tropas que el conde de Cadalgués había retirado del bloqueo de Barcelona y 6000 supervivientes de la batalla de Llinars-Cardedeu) y mucha artillería.

## La batalla
Sin dar tiempo a que el enemigo se reorganizase, las tropas de Saint-Cyr se desplegaron en la orilla izquierda del Llobregat, con Molins de Rey a su derecha. Reding dudó sobre la conveniencia de retirarse hacia el núcleo de Ordal o resistir, y en esa vacilación perdió la oportunidad de retirar las tropas. 
Las fuerzas españolas esperaban el ataque principal por el puente de Molins de Rey. El ejército francés simuló un  ataque por este punto, pero cruzó el Llobregat por el vado de San Felíu con la división de Domenico Pino y por el de San Juan Despí con la división de Joseph Souham. La brigada Fontaine de la división Pino tomó posiciones en las alturas de Llor (en San Baudilio de Llobregat y de Santa Coloma. El flanco izquierdo y la retaguardia española se vieron desbordadas. Los intentos que se hicieron por variar el frente hacia el sur fueron inútiles. 
Dando la batalla por pérdida y viendo peligrar la ruta de retirada hacia Tarragona, los españoles se dieron a la fuga por Corbera de Llobregat, el único camino posible. A las 10 de la mañana llegó el general Juan Miguel de Vives y Felíu que quedó rodeado por la desbandada general. Las tropas francesas persiguieron a los españoles durante 15 horas: la división de Joseph Chabran por el camino de Igualada hasta Martorell y la de Chabot hasta San Sadurní de Noya, mientras el resto del 7º ejército se dirigía hacia Tarragona. Saint-Cyr estableció el cuartel general en Villafranca del Panadés, mientras Souham llegó hasta Vendrell  La división Pino hasta Sitges y Villanueva y la Geltrú.

## Consecuencias
Los franceses capturaron 1200 prisioneros entre ellos el general Conde de Caldagués, los coroneles Silva, Desvalls y Donavan. Se perdieron 50 piezas de artillería y en Villafranca del Panadés fueron capturadas grandes cantidades de armas y munición. Esta derrota junto con la que acababa de suceder en Cardedeu produjo fuertes disturbios en Lérida y Tarragona. En Tarragona los amotinados exigieron y obtuvieron la destitución del general Vives del mando del ejército del Principado. El general Réding lo sustituyó e inició la reorganización de las fuerzas en Tarragona.